# Лаский, Ян (младший)
Ян Лаский или Ласький (пол. Jan Łaski; 1499, Ласк — 8 января 1560, Пиньчув) — крупнейший деятель Польской Реформации, племянник польского примаса и гнезненского архиепископа Яна Лаского.

## Биография
Представитель польского дворянского рода Ласких герба «Кораб». Сын воеводы ленчицкого и серадзского Ярослава Лаского (ум. 1521) и Сюзанны из Бонковы-Гуры (ум. после 1507). Братья — воеводы серадзские Иероним Лаский (1496—1541) и Станислав Лаский (1491—1550).

## Ранние годы
Во время учёбы в Болонском университете увлёкся, по-видимому, гуманистическим движением. Возвратясь в Польшу, был посвящён в священники. Когда в начале 1524 года его старший брат Иероним отправился с дипломатическими поручениями во Францию, Ян поехал вместе с ним и завязал сношения с швейцарскими и французскими гуманистами и реформаторами. Несколько месяцев он прожил в Базеле у Эразма и купил его библиотеку, с условием, что она останется в распоряжении Эразма до самой его смерти.
Через несколько лет Лаский объявляется в Венгерском королевстве, где его брат Иероним воюет за интересы Запольи; от имени последнего Ян приезжал послом к королю Сигизмунду I (1531). После смерти дяди он исполнял обязанности администратора гнезненского архиепископства. Предприняв в 1538 году заграничное путешествие, он в нарушение правил целибата женился в Лувене, что привело к открытому разрыву с католической церковью.

## Эмиграция
В 1543 году Лаский был поставлен во главе всех протестантских церквей в Остфрисландии. Здесь ему предстояла трудная работа организации церкви, выработки вероучения и борьбы с разнообразными сектами. Он выполнил её удачно и проявил блестящие организаторские способности. Тем не менее во время короткого пребывания в Кракове в 1541 году принёс присягу перед примасом Гамратом, что не отступал от римско-католической веры.
В 1548 по приглашению Кранмера помогал ему реформировать английскую церковь. После тщетных попыток продолжать свою деятельность в Германии или Польше, Лаский вернулся в Англию, где король Эдуард VI в 1550 назначил его суперинтендентом церквей всех иностранцев, предоставив им полную свободу по делам церковного управления. В Англии Лаский женился во второй раз.

## Реформа церкви в Малой Польше
Восшествие на престол католички Марии Тюдор заставило Лаского опять начать жизнь скитальца, продолжавшуюся три года. Только в декабре 1556 удалось ему возвратиться в Польшу, куда его настойчиво звали протестантские паны и шляхта. Принадлежность Лаского к знатному польскому роду открывала ему доступ к королю, на которого он имел некоторое влияние. Он тотчас стал душой малопольской церкви; без его совета местные кальвинисты ничего не предпринимали.
Все интриги католического духовенства, направленные к тому, чтобы добиться изгнания его из Польши, не привели ни к чему. Лаский вытеснил из Малой Польши влияние чешских братьев и пытался открыть доступ кальвинизму в Великую Польшу, а также примирить его с лютеранством. С этой целью он предпринял путешествие к герцогу Альбрехту в Кенигсберг, оставшееся без результата.
Устройство, которое Лаский придал малопольской церкви, удовлетворяло стремлениям и желаниям тогдашней шляхты. В управлении церковными делами было отведено много места участию светского элемента. Несмотря, однако, на весь авторитет Лаского, ему не удалось достигнуть единообразия в богослужении, обрядах и совершении таинств.
Он один из переводчиков Брестской Библии (1563), второго (после католической Библии Леополиты) полного перевода Священного Писания на польский язык.

## Источник
- Лаский, Ян (реформатор XVI в.) // Энциклопедический словарь Брокгауза и Ефрона : в 86 т. (82 т. и 4 доп.). — СПб., 1890—1907.